# 寫不出來？編劇吉丸圭佑的無情節生活
《寫不出來？編劇吉丸圭佑的無情節生活》，是朝日電視台於2021年新開設的「周六好剧」首部播出的電視連續劇。主演為首次出演朝日電視台連續劇的生田斗真。

## 故事概要
吉丸圭佑是沒有名氣的編劇，而他的妻子奈美是人氣作家。吉丸家的家計全是由擁有高收入的奈美來支撐，圭祐平時則因為接不到什麼工作而負責家裡所有的家務。
某天，由於某部電視劇的編輯因意外住院，圭佑突然接到了一部意想不到的黃金時段連續劇劇本工作。而在接到這份工作後，圭佑由於從未面對過如此重量級的委託，一時之間產生了極大的壓力。

## 登場人物

### 主要人物
吉丸圭佑（37）
演 - 生田斗真
男主角。從小就喜歡電視劇並希望投身影視產業，由於未被錄取，後來進入房地產公司工作。工作一年後遇到了身為單身母親的奈美，對她一見鍾情後與她共組家庭。奈美在懷孕期間寫作並一舉成名，圭佑見到妻子成為名作家後，重拾創作熱情並投稿劇本競賽，32歲時獲得佳作，辭職後成為全職編劇，但幾乎沒接到工作，家計負擔由妻子支撐，自己則成為了偶爾寫作劇本的家庭主夫。
某天，某部電視劇的編劇由於意外住院，因此圭佑突然得到了一部黃金時段連續劇的劇本工作。最初原本決定寫一部刑偵劇，但在製作人東海林等人以及主演八神的要求下，寫出了以富豪吸血鬼教師為主角的校園驚悚恐怖連續劇「富豪教師Q」。
吉丸奈美（39）
演 - 吉瀨美智子
女主角。圭祐的妻子，婚前舊姓為篠田。大學三年級時懷孕並成為單身母親，畢業後在書店工作，找房子時與圭佑相遇並結婚，懷孕期間從事寫作並一舉成名，筆名為「香坂理理子」。相當支持著作為編劇不怎麼成功的丈夫，在圭佑懷疑自己能否完成黃金時段劇本時鼓勵著他抓住這份機會。

### 吉丸家
吉丸繪里花（17）
演 - 山田杏奈
吉丸家的長女。高中二年级生。成績優秀，擁有成熟的樣貌和性格。弓道部的部員。
完全不知道有關親生父親的任何事。三歲時奈美與圭佑結婚，剛開始並不親近圭佑，但現在將他當作親生父親一樣看待。雖然有注意到弟弟的家庭教師仙川對自己有好感，但仍然對其態度冷淡。在知道仙川是自己第一志願慶明大學經濟系的三年級生後關係變得親近。
在圭佑開始創作黃金時段連續劇『富豪教師Q』的劇本後，認為可以堂堂正正地將圭佑向親生父親介紹，因此決定開始打探親生父親的事。將從祖父那邊打探到的名字「村瀨陽太郎」在網路上搜索後，發現了一名與親生父親年齡相符的叫做「DJ YOO」的DJ。
吉丸空（9）
演 - 潤浩（ユンホ）
吉丸家的长子。小學四年級生。
雖然對身為人氣作家的母親感到自豪，但認為她的作品太難懂，與母親的作品比起來覺得父親的劇本更有趣。

### 吉丸家相關人士
篠田重幸（69）
演 - 小野武彦 （第1話 - 第5話、第7話）
奈美的父親。
在圭佑和身為單身母親的奈美結婚時相當地感謝他。在奈美成為家庭的支柱後，認為圭佑比起編劇的工作更應該重視家務。
平時不看電視劇，對於圭佑編劇的工作也不太了解。
篠田芳惠（69）
演 - 梅澤昌代（第1話 - 第5話、第7話）
奈美的母親。
和丈夫一樣相當感謝圭佑與身為單身母親的奈美結婚這件事。
仙川俊也（23）
演 - 菊池風磨（Sexy Zone） 
空的家庭教师。慶明大学經濟系三年级生。對繪里花有好感。由於已經收到大型連鎖餐廳「Meat&Meet」的內定，所以現在的時間充裕。
得知繪里花的第一志願是與自己同樣的慶明大學經濟系後，主動提出擔任繪里花的家庭教師，但由於繪里花尚未準備開始備考，後來被圭佑委託擔任他的口述書記員，並因此受到吉丸家全員的拜託而開始擔任圭佑的助手。
曾經在咖哩店打工兩年，因此擅長料理。作為助手工作的一環，有時也會幫忙料理吉丸家的晚餐。

### 東西電視台的電視劇製作組
由于原來的擔當编剧受傷住院，因此委託圭佑創作一部黃金時段的連續劇劇本。
東海林光夫（45）
演 - 北村有起哉
岌岌可危的製作人。
由於原擔當編劇的突然退出，在除了演員陣容之外什麼都還沒決定的情況下，因為只要有點名氣的編劇都有工作，且離播出時間只剩三個月，所以找不到任何編劇願意接下工作，最後不得不委託沒名氣的圭佑來完成劇本。
在最初的會面時，不加思索的委託圭佑一天內創作一部刑偵劇，但在第二天圭佑提交劇本時，表示受到八神的否決，因此直接放棄圭佑熬夜一晚上寫出的刑偵劇劇本，改而要求其隔天再交出一部校園題材的劇本。
角隆史（35）
演 - 小池徹平
幹勁滿滿的导演。
因為擔任黃金時段的導演，幹勁所以十足。
松尾惠（28）
演 - 長井短
没有幹勁的制片人助理。
雖然是向製片人推薦圭佑的人，但因為只是剛好看過圭佑創作劇本的電視劇 ，對於圭佑的作品內容完全沒印象。最初是為了製作綜藝節目而進入東西電視台。在心裡將上司的東海林當成傻瓜。

### 電視劇的演員
八神隼人（28）
演 - 岡田將生 （友情客串）
要求很多的人氣演員。從最開始的刑偵劇本開始不斷地提出要求。提出「不拍刑偵劇」、「想被眾多的女孩子包圍」、「希望追加只吸B型血的吸血鬼設定」等等要求，某種程度上來說，是導致劇本從一開始的刑偵劇變成現在的校園驚悚劇的主因。

### 其他
秦野由香里（30）
演 - 野村麻純
藝談社的編輯。作為奈美秘書的同時也負責她的編輯擔當。
光禿男
演 - 濱野謙太
在圭佑寫不出劇本時會突然出現使勁地戳圭佑的痛處，只有圭佑看得到的神祕男人。

### 客串人物
第1話
如月翔（21）
演 - 小越勇輝（第1話 - 第2話）
拿到電影劇本大賽最優秀獎的大學生編劇。從「富豪教師Q」第2話開始加入編劇陣容。雖然深具才能，但由於不滿主演八神過多的要求，因而退出劇本創作。
「如月翔」為筆名，本名為「所寬平」。
涌本彩子
演 - 關惠美（第1話、第5話 - 第7話）
東西電視台的人气電視劇製作人。
與東海林的關係很差。在電視劇首集收視率出來時，看到自己的電視劇「歌劇院的情人」收視率大幅超過「富豪教師Q」而挖苦著東海林。但隨著時間發展，「歌劇院的情人」收視下降「富豪教師Q」收視率不斷提高，反被東海林嘲諷。
權藤咲江
演 - 片桐美穗（第2話 - 第6話） 
八神準人的專屬髮型師。
第2話
米憲治郎
演 - 矢柴俊博（第3話、第4話、第6話、第7話）
在網路上獲得3.5星評價的「米虫精神診所」的醫生。
診察因為「光頭男」的幻覺而苦惱的圭佑，是一個不靠開藥而是靠著走進患者內心來治療的心理諮詢師。被圭佑吐槽只是在灌心靈雞湯。
診所在週一、週三、週五時與「B&B研究所」在同一個地點營業。
第4話
DJ YOO（村濑陽太郎）
演 - 谷井一郎（第5話 - 第7話）
繪里花將從祖父那得到的名字「村瀨陽太郎」在網路上搜尋後找到的可能是其親生父親的人物。
過去的經歷與繪里花親生父親的情報一致。
「富豪教師Q」演員的聲音
聲 - 港幸樹、安田裕、右近良之、白井美貴、立川子（第5話- 第7話）
在吉丸家收看「富豪教師Q」時聽到的演員們的聲音。
第5話
一條樱子
演 - 土村芳（第6話、第7話）
進行腦冷卻療法的「B&B研究所」的整體師。
夢想是成為一名編劇。知道來進行腦冷卻療法的圭佑就是「富豪教師Q」的編劇後，對其相當尊敬。
週二、週四、週六時與「米虫精神診所」在相同地點進行診療。
第7話
牧村千春
演 - 栗野咲莉
與空上同一所小學的女孩。
原口正宗
演 - 坂田聰
资深編劇。
第8话
飯田向日葵
演 - AiNA THE END（BiSH）
“B＆B研究所”的新员工 。

## 工作人員
- 編劇 - 福田靖
- 導演 - 豊島圭介、Yuki Saito
- 劇中劇本協力- 高橋名月
- 音樂 - 井筒昭雄
- 執行製片人 - 三輪祐見子 （朝日電視台）
- 總製片人 - 黑田徹也（朝日電視台）
- 製片人 - 服部宣之（朝日電視台）、尾花典子（J Storm）、宫内貴子（角川大映Studio）
- 策劃協力 - CRG × solo
- 製作協力 - 角川大映Studio
- 製作 - 朝日電視台、 J Storm

## 播出時間
| 各話   | 播出日期 | 导演       |
| ------ | -------- | ---------- |
| 第1話  | 1月16日  | 豐島圭介   |
| 第2話  | 1月23日  | 豐島圭介   |
| 第3話  | 1月30日  | 豐島圭介   |
| 第4話  | 2月06日  | 豐島圭介   |
| 第5話  | 2月20日  | 豐島圭介   |
| 第6話  | 2月27日  | Yuki Saito |
| 第7話  | 3月06日  | Yuki Saito |
| 最終話 | 3月13日  | Yuki Saito |
|        |          |            |

- 第一話是從23:00延长至0:00的加長播放。
- 第五話原定于2月13日播出，由於福島地震而替换为ANN新聞特別節目，因此推遲到第二周的2月20日播放。
- 最終話是從23:30開始到0:30的1小时特別篇。

## 衍生劇（直播）
『東西電視台的出色夥伴』，2021年1月24日22:30到23:00於短劇平台「TikTok」播出。為日本首次於「TikTok LIVE」直播的電視劇。本篇「寫不出來？」第二話的播出前直播。

描述委託吉丸圭佑進行劇本創作的東西電視台電視劇製作組的企劃會議。 

### 登場人物（衍生劇（直播））
- 東海林光夫 - 北村有起哉
- 角隆史 - 小池徹平
- 松尾惠 - 长井短

## 衍生劇
《寫不出來？衍生劇～大學生仙川俊也的無情節人生～》，從2021年3月13日開始分為四話（各話15分鐘）於影音平台「TELASA」播放。
描述由菊池風磨飾演的仙川被周圍的人所左右的日常。

### 登場人物（衍生劇）
- 仙川俊也 - 菊池風磨

### 工作人員（衍生劇）
- 編劇 - 福田靖

## 脚注

### 注解
1. ↑  『ノルウェイの森ビル』、『刑事ドロンコ』を脚本した五味譲一が当初予定されていたが、ゴルフで腰の骨を折って入院してしまった。